# All Rise (album Blue)
| Recensione | Giudizio |
| ---------- | -------- |
| AllMusic   |          |

All Rise è il primo album in studio del gruppo musicale britannico Blue, pubblicato il 26 novembre 2001 dalla Innocent e dalla Virgin Records.

## Tracce
1. All Rise – 3:43 (Mikkel SE, Hallgeir Rustan, Tor Erik Hermansen, Simon Webbe, Daniel Stephens)
2. Too Close – 3:45 (Kier Gist, Darren Lighty, Robert Huggar, Raphael Brown, Robert Ford Jr., Denzil Miller, James B. Moore, Kurtis Walker, Larry Smith)
3. This Temptation – 3:35 (Eliot Kennedy, Steve Richards, Simon Webbe, Antony Costa, Duncan James, Lee Ryan)
4. If You Come Back – 3:27 (Ray Ruffin, Nicole Formescu, Ian Hope, Lee Brennan)
5. Fly By – 3:46 (Mikkel SE, Hallgeir Rustan, Tor Erik Hermansen, Simon Webbe)
6. Bounce – 3:52 (Mikkel SE, Hallgeir Rustan, Tor Erik Hermansen, Simon Webbe)
7. Long Time – 4:14 (Ian Hope, Ray Ruffin, Anthony Costa, Simon Webbe)
8. Make It Happen – 3:14 (Jan Kask, Peter Mansson, Wayne Hector, Ali Tennant)
9. Back to You – 3:04 (Ian Hope, Ray Ruffin, Simon Webbe, Anthony Costa, Duncan James, Lee Ryan)
10. Girl I'll Never Understand – 3:26 (Tim Woodcock, Gary Barlow)
11. Back Some Day – 4:00 (Tim Woodcock, Mike Terry)
12. Best in Me – 3:11 (Bill Padley, Jem Godfrey)

Traccia bonus nell'edizione giapponese
1. All Rise (Blacksmith RnB Club Rub) – 5:12 (Mikkel SE, Hallgeir Rustan, Tor Erik Hermansen, Simon Webbe, Daniel Stephens)

DVD bonus nell'edizione speciale asiatica del 2002
1. Format Data, Not Playable
2. All Rise (Music Video)
3. Too Close (Music Video)
4. If You Come Back (Music Video)
5. Fly By (Music Video)
6. Best in Me (Music Video)
7. All Rise (Acoustic)
8. Too Close (Blacksmith RnB Club Rub)
9. If You Come Back (8 Jam Street Mix)
10. Fly By (Stargate Trilogy Remix)
11. This Temptation (Blacksmith RnB Club Rub)
12. Love R.I.P.
13. Megamix

CD bonus nella riedizione europea del 2003
1. Sweet Thing – 3:38
2. Made for Loving You – 3:25
3. All Rise (Acoustic) – 3:40
4. Too Close (Blacksmith R&B Club Rub) – 5:41
5. If You Come Back (8 Jam Streetmix) – 4:56

## Formazione
Gruppo
- Simon Webbe – voce, cori (tracce 4, 7-9, 12)
- Antony Costa – voce, cori (tracce 4, 7-9, 12)
- Lee Ryan – voce, cori (tracce 4, 7-9, 12)
- Duncan James – voce, cori (tracce 4, 7-9, 12)

Altri musicisti
- Hallgeir Rustan – strumentazione (tracce 1, 5, 6, 8), programmazione (traccia 8)
- Mikkel SE – strumentazione (tracce 1, 5, 6, 8), programmazione (traccia 8)
- Tor Erik Hermansen – strumentazione (tracce 1, 5, 6, 8), programmazione (traccia 8)
- Ray Ruffin – cori aggiuntivi, tastiera e programmazione (tracce 2, 4, 7, 9), basso (traccia 4)
- AWSA – cori aggiuntivi (traccia 2)
- Andrew Smith – chitarra (tracce 2, 4, 9, 11)
- Glenn Scott – tastiera aggiuntiva (tracce 2, 9), strumentazione aggiuntiva (traccia 7)
- Cutfather & Joe – tastiera aggiuntiva (traccia 2)
- Dave Burnham – voce aggiuntiva (traccia 3)
- Danny D – voce aggiuntiva e programmazione della batteria (traccia 3)
- Eliot Kennedy – tastiera (tracce 3, 10, 11)
- Tim Woodcock – tastiera (tracce 3, 10, 11)
- Roger King – tastiera, programmazione e programmazione della batteria (traccia 3)
- Tim Lever – chitarra (tracce 3, 10, 11)
- Mike Percy – basso (tracce 3, 10, 11)
- Steve Richards – programmazione (tracce 3, 10, 11)
- Damien Egan – programmazione, tastiera e chitarra acustica (traccia 4)
- Phil Hudson – chitarra acustica (traccia 4), chitarra (traccia 10)
- Ned Douglas – base musicale aggiuntiva (tracce 4, 9, 11), batteria aggiuntiva (traccia 11)
- Hawi Gondwe – strumentazione aggiuntiva (traccia 7)
- Jan Kask – strumentazione e programmazione (traccia 8)
- Peter Mansson – strumentazione e programmazione (traccia 8)
- Ali Tennant – cori (traccia 8)
- Huffy Larsson – cori (traccia 8)
- Mark Haley – tastiera aggiuntiva (traccia 9), tastiera (traccia 11)
- Bill Padley – cori e strumentazione (traccia 12)
- Jem Godfrey – strumentazione (traccia 12)
- Ulf Janson – strumenti ad arco (traccia 12)
- Henrik Janson – strumenti ad arco (traccia 12)
- Ulf Forsberg – primo violino (traccia 12)
- Christian Bergqvist – violino (traccia 12)
- Martin Stensson – violino (traccia 12)
- Svein H. Martinsen – violino (traccia 12)
- Hanna Goran – violino (traccia 12)
- Torbjorn Bernhardsson – violino (traccia 12)
- Annette Mannheimer – violino (traccia 12)
- Ulrika Frankmar – violino (traccia 12)
- Mikael Sjogren – viola (traccia 12)
- Ann-Christin Ward – viola (traccia 12)
- Hans Akeson – viola (traccia 12)
- Jana Boutan – violoncello (traccia 12)
- Asne Volle – violoncello (traccia 12)

Produzione
- Stargate – produzione (tracce 1, 5, 6, 8)
- Ray Ruffin – produzione (tracce 2, 4, 7, 9)
- Cufather & Joe – produzione e missaggio aggiuntivi (traccia 2)
- Mads Nilsson – missaggio (traccia 2)
- Steelworks – produzione (tracce 3, 10, 11)
- Dancin' Danny D – remix e produzione aggiuntiva (traccia 3)
- Dave Burnham – missaggio (traccia 3)
- Ben Commbs – ingegneria del suono (tracce 3, 10, 11)
- David O'Hagan – assistenza tecnica (tracce 3, 10, 11)
- Simon Willcox – assistenza tecnica (traccia 3)
- Peter Craigie – produzione e missaggio aggiuntivi (tracce 4, 9-11), missaggio (traccia 7), missaggio e registrazione parti vocali (traccia 8)
- Stevie Lange – produzione vocale aggiuntiva (tracce 4, 8, 9)
- Dan Porter – assistenza tecnica (tracce 4, 7, 9, 10, 11)
- Adrian Hall – assistenza tecnica (traccia 4, 10)
- Neil Tucker – ingegneria del suono (traccia 5)
- Chris Sansom – ingegneria parti vocali (traccia 5)
- Paul Jones – assistenza tecnica (traccia 7)
- Jan Kask – produzione aggiuntiva (traccia 8)
- Peter Mansson – produzione aggiuntiva (traccia 8)
- Dan Frampton – assistenza tecnica (traccia 9)
- Matt Lawrence – assistenza tecnica (traccia 9-11)
- Dave Walters – montaggio (traccia 9)
- Bill Padley – produzione (traccia 12)
- Jem Godfrey – produzione (traccia 12)

## Classifiche
| Classifica (2001-02) | Posizione massima |
| -------------------- | ----------------- |
| Australia            | 31                |
| Belgio (Fiandre)     | 4                 |
| Danimarca            | 9                 |
| Francia              | 147               |
| Germania             | 68                |
| Irlanda              | 5                 |
| Norvegia             | 29                |
| Nuova Zelanda        | 2                 |
| Regno Unito          | 1                 |
| Singapore            | 1                 |